# Acalypha tenera
Acalypha tenera é uma espécie de flor do gênero Acalypha, pertencente à família Euphorbiaceae.